# Douglas (Noord-Kaap)
Douglas is een stadje gelegen aan de samenvloeiing van de Oranjerivier en de Vaalrivier in de provincie Noord-Kaap in Zuid-Afrika. De plaats is gelegen op vruchtbare grond. Douglas bestaat uit drie vestigingen, namelijk Bongani, Breipaal en Douglas.
Douglas is gelegen aan de regionale weg R357, circa 120 km ten zuidwesten van Kimberley.

## Geschiedenis
Het stadje is gesticht in 1848 als een zendelingen-nederzetting op de Backhouse boerderij door dominee Isaac Hughes.
In 1867 tekende een groep van Europeanen uit Griekwastad een overeenkomst welke hen het recht gaf om een stad te stichten op de grond van de boerderij. De stad werd genoemd naar Generaal Sir Robert Percy Douglas, Luitenant-gouverneur van de Kaapkolonie.

## Demografie
De plaats telde in 2011 20.083 inwoners op een oppervlakte van 86,42 km², waarmee de bevolkingsdichtheid 232 inwoners per vierkante kilometer bedraagt.
Van de bevolking was 58,28% kleurling en 32,12% zwart en het Afrikaans werd door 93,12% gesproken.